# Ryta Turava
Margaryta Mikalaeŭna Turava (in bielorusso Маргарыта Мікалаеўна Турава?; Vicebsk, 18 dicembre 1980) è un'ex marciatrice bielorussa.

## Palmarès

### Mondiali
- 1 medaglia:
  - 1 argento (Helsinki 2005 nella marcia 20 km)

### Europei
- 1 medaglia:
  - 1 oro (Göteborg 2006 nella marcia 20 km)

### Mondiali a squadre
- 1 medaglia:
  - 1 oro (La Coruña 2006 nella marcia 20 km)

### Coppa Europa
- 1 medaglia:
  - 1 oro (Leamington Spa 2007 nella marcia 20 km)

### Europei Under 23
- 1 medaglia:
  - 1 argento (Amsterdam 2001 nella marcia 20 km)